# PriceMinister
{{}}
{{}}
PriceMinister es un portal de internet especializado en la compra-venta garantizada a precio fijo y rebajado de objetos nuevos y de segunda mano entre particulares y profesionales.
Creada en el año 2000, la empresa cuenta en 2008 con más de 160 empleados. La sede se encuentra en París, en una antigua fábrica de zepelines de finales del siglo XIX.

## Priceminister
Creada por Pierre Kosciusko-Morizet, Pierre Krings, Justin Ziegler y Olivier Mathiot en agosto de 2000. PriceMinister es una sociedad anónima consagrada a poner en contacto a vendedores con compradores en Internet.
El papel de Intermediario de Confianza entre el comprador y el vendedor es primordial, pagando al vendedor por adelantado por un sistema de pago de confianza es decir en caso de no quedar satisfecho o de no recibir el producto te garantizan la devolución del dinero-
- 2001 Se abre el sitio francés con productos culturales: Libros, CD, DVD, Videojuegos.
- 2002 Se abren las categorías de Telefonía e Informática.
- 2003 Le llega el turno a la Imagen y Sonido
- 2004 Electrodomésticos, Puericultura, Moda, Casa y Jardín, Gastronomía, y Deporte.
- 2005 Lanzamiento de PriceMinisterAuto, anuncios de automóviles
- 2006 PriceMinister llega a España
- 2007 La empresa comienza su expansión comprando varias empresas : Mixad/321Auto, AVendreALouer (sitio inmobiliario) Planetanoo y VoyagerMoinsCher (sitios consagrados a los viajes).
- 2008 A finales de año se inaugura Priceminister Reino Unido.
- 2009 PriceMinister cede Mixad a Argus (convirtiéndose en la sociedad líder en Francia del mercado del auto de ocasión) reenforzando a la vez la posición de PriceMinisterAuto.
- 2010 El 17 de junio, Rakuten anuncia la compra de PriceMinister por un importe de 200 millones de euros.

A día de hoy dispone de 70 millones de productos en venta y ya hay más de 12 millones de productos en catálogo en España. Este catálogo no cesa de aumentar debido a que son los mismos utilizadores quienes crean las fichas de los artículos.
En su versión francesa las últimas estadísticas son:
- Visitantes únicos Nielsen NetRatings : más de 10 millones
- Miembros inscritos : 10 millones
- Productos disponibles : 127 millones
- Visitas diarias : cerca de dos millones
- Cantidad de páginas visitadas al mes : 300 millones

## Lucha contra la falsificación
De la mano de su departamento de asuntos jurídicos, el “Departamento Anti-Falsificación” de PriceMinister detecta y suprime los anuncios fraudulentos, controla los anuncios sospechosos señalados por los miembros del portal, y trata las quejas de compradores que hayan recibido, a pesar de este control, productos falsificados.

## Cómo garantizar las transacciones C2C
El principio de funcionamiento de PriceMinister se basa en evitar el fraude. De hecho, el vendedor no recibe su pago hasta que el pedido llegue a su destinatario. Así, la mayoría de los problemas asociados a las transacciones entre particulares se evita de forma natural.

## Otras versiones de este artículo
- Read this article in English
- Lire cet article en français

- Datos: Q2735739
- Multimedia: Priceminister / Q2735739